# Dźwierzuty (gemeente)
De gemeente Dźwierzuty is een landgemeente in het Poolse woiwodschap Ermland-Mazurië, in powiat Szczycieński.
De zetel van de gemeente is in Dźwierzuty.
Op 30 juni 2004 telde de gemeente 6710 inwoners.

## Oppervlaktegegevens
In 2002 bedroeg de totale oppervlakte van gemeente Dźwierzuty 263,35 km², waarvan:
- agrarisch gebied: 57%
- bossen: 25%

De gemeente beslaat 13,62% van de totale oppervlakte van de powiat.

## Demografie
Stand op 30 juni 2004:
| Omschrijving                   | Totaal | Totaal | Vrouwen | Vrouwen | Mannen | Mannen |
| ------------------------------ | ------ | ------ | ------- | ------- | ------ | ------ |
| eenheid                        | aantal | %      | aantal  | %       | aantal | %      |
| inwoners                       | 6710   | 100    | 3339    | 49,8    | 3371   | 50,2   |
| bevolkingsdichtheid (inw./km²) | 25,5   | 25,5   | 12,7    | 12,7    | 12,8   | 12,8   |

In 2002 bedroeg het gemiddelde inkomen per inwoner 1420,94 zł.

## Administratieve plaatsen (sołectwo)
Dąbrowa, Dźwierzuty, Gisiel, Jabłonka, Jeleniewo, Linowo, Łupowo, Miętkie, Orzyny, Nowe Kiejkuty, Olszewki, Popowa Wola, Rańsk, Rumy, Sąpłaty, Targowo

## Overige plaatsen
Augustowo, Babięty, Budy, Grądy, Grodziska, Julianowo, Kałęczyn, Kulka, Laurentowo, Małszewko, Mirowo, Mycielin, Przytuły, Rogale, Rów, Rusek Mały, Rutkowo, Stankowo, Szczepankowo, Śledzie, Targowska Wola, Targowska Wólka, Zalesie, Zazdrość, Zimna Woda.

## Aangrenzende gemeenten
Barczewo, Biskupiec, Pasym, Piecki, Purda, Sorkwity, Szczytno, Świętajno